# AS Rom (Frauenfußball)
Die Associazione Sportiva Roma, kurz AS Roma, Roma Femminile oder Roma ist ein italienischer Frauenfußballverein aus der Hauptstadt Rom, und ist eine Sektion des gleichnamigen Profifußballvereins. Die Frauenabteilung wurde 2018 durch den Erwerb der Serie-A-Lizenz von Res Roma gegründet und debütierte 2018/19 in der Serie A, Italiens höchster Spielklasse.

## Geschichte

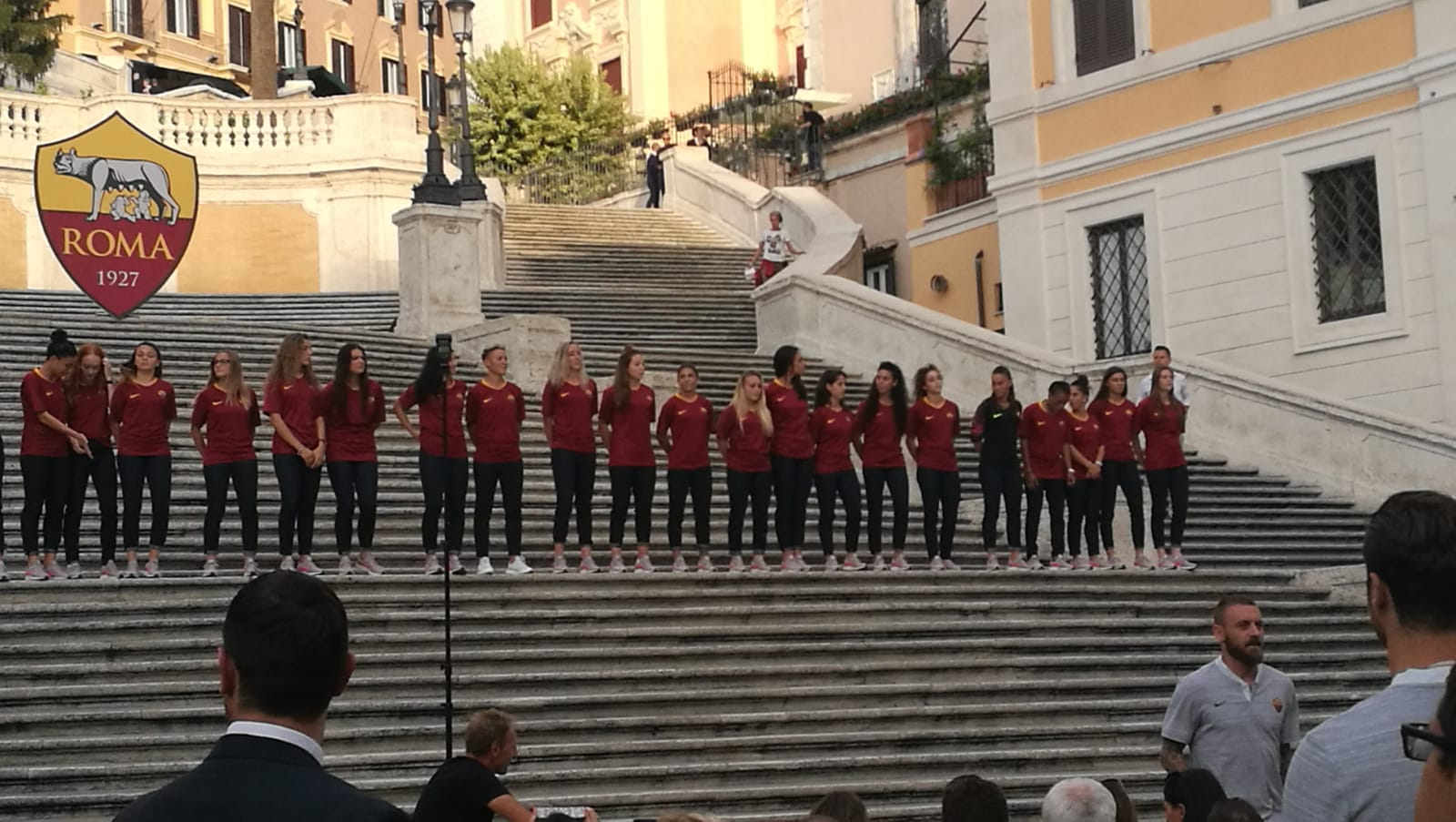
Präsentation der Frauenabteilung der AS Rom im Jahr 2018

Die Gründung einer Frauenmannschaft wurde erst durch eine 2015 vom italienischen Fußball-Dachverband Federazione Italiana Giuoco Calcio verabschiedete Regelung möglich, die es den italienischen Männer-Profivereinen erlaubt, eine Frauenfußballabteilung zu gründen und Frauenfußballvereine zu übernehmen.
Die Frauenfußballabteilung des AS Rom wurde am 1. Juli 2018 gegründet und konnte im selben Jahr in der Serie A für Frauen starten, nachdem man das Startrecht für die erste Liga von der ebenfalls in Rom ansässigen S.S.D. Res Roma erwarb. Die Res Roma löste sich durch die Lizenzübergabe als eigenständiger Verein auf und trat dem AS Rom bei.
Als Trainerin agierte von 2018 bis 2021 Elisabetta Bavagnoli, eine ehemalige italienische Nationalspielerin die 2013 ihre Trainerlizenz erhielt. Mit ihr gewann der Klub in der Saison 2020/21 die Coppa Italia und damit seine erste Trophäe. Bavagnoli wurde nach dem Pokalsieg ab der Saison 2021/22 Leiterin des Frauenfußballs vom AS Rom. Diese neu geschaffene Position soll laut Sportdirektor Tiago Pinto, alle Aspekte der Frauenabteilung innerhalb des Vereins abdecken. Neuer Trainer der Profimannschaft wurde der 47-jährige Alessandro Spugna, der davor die Frauen des FC Empoli trainiert hatte.
In der darauffolgenden Saison schaffte es die Mannschaft erneut ins Pokalfinale, unterlag jedoch Juventus Turin mit 2:1.
Im November 2022 bestritt man das Finale des Supercoppa italiana gegen Juventus und gewann die Partie mit 1:1 nach Elfmeterschießen (3:4), wodurch die Römerinnen erstmals die Supercup-Trophäe erhielten.
Als Vizemeister 2022 qualifizierte sich der AS Rom 2022/23 zum ersten Mal für die Champions League. In der Gruppenphase traf man auf den VfL Wolfsburg, Slavia Prag und SKN St. Pölten. Mit vier Siegen, einem Unentschieden und einer Niederlage erreichte man den zweiten Platz und kam in die K.o.-Phase. Im Viertelfinale spielte man gegen den FC Barcelona. Am 21. März 2023 lief die Frauenmannschaft im Hinspiel des Viertelfinales erstmalig im Stadio Olimpico auf und stellte mit 39.454 Zuschauern einen neuen Rekord für ein Frauenfußballspiel in Italien auf. Beide Partien konnte Barcelona für sich entscheiden (0:1, 5:1).
Am 29. April 2023 gewann die AS Rom zum ersten Mal seit seiner Gründung den Scudetto und in der Saison 2023/24 konnte der Titel erfolgreich verteidigt werden. Auch der nationale Pokal konnte kurze Zeit später durch einen Finalsieg über den AC Florenz (4:3 n. E.) erneut gewonnen werden.

## Erfolge
- Italienischer Pokal: (2) 2020/21, 2023/24
- Supercup: (1) 2022/23
- Italienischer Meister: (2) 2022/23, 2023/24